# 큐원
큐원은 2002년에 론칭한 삼양사의 설탕브랜드이다.

## 역사
불모지였던 삼양사의 제당사업은 1955년에 거슬러 왔다. 1956년 울산공장을 준공해 설탕을 생산개시했다.
2002년 삼양설탕, 맛초롱 식용유, 밀맥스등을 통합해 큐원이라는 브랜드를 론칭하였다.

## 주요 분야 제품
- 숙취해소제품
- 설탕/액상당
- 홈메이드 믹스
- 홈베이킹재료
- 밀가루/프리믹스